# Stadion Uralmaš u Ekaterinburgu
Stadion Uralmaš se nalazi u Ekaterinburgu u Rusiji.
Nalazi se na adresi Festivaljnaja 8, Ekaterinburg.
Na njemu svoje domaće utakmice igra nogometni klub Ural iz Ekaterinburga.
Može primiti 13.000 gledatelja. Gledalište mu je sa samo triju strana, s četvrte su klupske prostorije. Nije natkriven.

## Vanjske poveznice
- http://www.fc-ural.ru/club/stadium/stadium.htm  Arhivirana inačica izvorne stranice od 11. kolovoza 2007. (Wayback Machine) Na klupskoj stranici